# Jah Kingdom
Jah Kingdom è un album di Burning Spear, pubblicato dalla Mango Records nel 1991. Il disco fu registrato al Grove Music Studio di Ocho Rios, Giamaica.

## Tracce
Testi e musiche di Winston Rodney tranne dove indicato
1. Jah Kingdom – 3:59 (Winston Rodney, Patricia Elliott)
2. Praise Him – 4:05
3. Come, Come – 4:04
4. World Power – 4:09
5. Tumble Down – 3:39
6. Call on Jah – 4:20
7. Should I – 4:14
8. When Jah Call – 3:58
9. Thank You – 4:25
10. Land of My Birth – 4:07
11. Estimated Prophet – 6:48 (John Perry Barlow, Bob Weir) – Bonus Track[2]

## Musicisti
- Winston Rodney - voce, percussioni

Burning Band
- Lenford Richards - chitarra solista
- Lenford Richards - pianoforte (brano: World Power)
- Lenford Richards - sintetizzatore casio pg 380 (assolo su Praise Him)
- Linvall Jarrett - chitarra ritmica
- Jay Noel - tastiere
- James Smith - tromba (assolo su: Thank You)
- Charles Dickey - trombone
- Mark Wilson - sassofono
- Paul Beckford - basso
- Nelson Miller - batteria
- Alvin Haughton - percussioni

Musicisti aggiunti
- Chico Chin - tromba (brani: 1, 3, 4, 5 e 6)
- Ronald Nambo Robinson - trombone (brani: 1, 3, 4, 5 e 6)
- Robby Lyn - sintetizzatore, pianoforte
- Richard Johnson - pianoforte (brani: 5, 7 e 9)
- Dean Fraser - sassofoni (brani: 1, 3, 4, 5 e 6)[3]
- Ralph Sall - arrangiamenti (solo nel brano: 11)[1]